# 雷明登887泵動式霰彈槍
雷明登887“硝基馬格南”（英語：Remington Model 887 Nitro Mag）是一款由美国槍械製造商雷明登武器公司所研製及生產的泵动式散彈槍，可以發射23⁄4英吋、3英吋和31⁄2英吋12鉛徑霰彈。
據稱，該霰彈槍使用了稱為ArmorLokt的聚合物表面處理，其設計目的是在經歷任何類型的天氣狀況以後仍然有效而且不會出現任何外部表面的鏽蝕。這樣使得雷明登887具有“太空時代”的外觀，而這也是該槍的一個更為重要的定義特徵。

## 設計和功能
正如它的名字所暗示的，雷明登887“硝基馬格南”的膛室能夠裝填31⁄2英吋12鉛徑超級馬格南霰彈藥筒。正是這種方面，它的競爭對手是同樣地專為發射31⁄2英吋超級馬格南霰彈藥筒而研製的莫斯伯格835“終極馬格南”。另一方面，雷明登887的外觀也經常地與伯奈利新星相比較。而雷明登887的小冊子中出現莫斯伯格835和伯奈利新星的通過對比亦使這一點得以證實。

### ArmorLokt表面處理
雷明登887的最為顯著的特徵就是ArmorLokt表面處理。整枝887的機匣和槍管都塗覆了具有玻璃填充尼龙的材料以保護該槍的內部钢材。藉由這種方式，鋼材提供了該槍的強度，而高分子聚合物則保護其內部運作原理避免受到各種元素，包括惡劣天氣以下所產生的腐蚀所影響。許多的廠商都拿出了多種方法來協助保護槍械的金屬表面，但採用了與聚合物重疊注塑包覆成型的該槍卻是一個獨特的概念。
雷明登宣稱，ArmorLokt表面處理堅不可摧，甚至用以宣稱其為最耐用的霰彈槍，而且有若干測試可以協助支持這種說法。該公司的技術工程師將雷明登887進行含鹽腐蝕及浸沒的測試，並且檢查是否出現洩漏和在聚合物中分離，而且沒有被發現。而在進行的第二項測試中，超過10,000發霰彈從一根雷明登887的槍管中發射，槍管的塗料沒有任何顯示出現分離的跡象。更小規模的測試亦已經被評論家們進行過了，這在一定程度上驗證了這些的結果。
但該武器中亦有幾個關鍵零部件並未受到ArmorLokt表面處理。在多個網站中指出，其管式彈倉前端組件出現了直接來自原廠的生銹問題。
槍管、機匣以及大型聚合物製造的合成前護木表面的輪胎胎面型花紋圖案，具有防滑表面效果。這也給了槍械獨特的外觀，但也是經常被批評的原因。

### 雷明登的召回
為了安全起見，雷明登正在對在2013年12月1日至2014年11月24日期間生產的所有M887霰彈槍進行自願性召回。雷明登指出這批被標記的槍械有著可能會將撞針鎖定到前端位置的缺陷。如果一發霰彈藥筒已經上膛而撞針在前端位置的情況下，有可能會導致霰彈槍在無意間因撞針撞擊底火而導致擊發。
雷明登將繼續生產M887霰彈槍，因為這個問題不是M887設計本身的固有問題，只是一些有缺陷的部件投入生產中的槍械裡。每枝經過檢查的霰彈槍都會在枪栓上打上標記，表明該槍已經返廠、檢查、必要時進行修理並進行試射以確保其性能已達到100％。

## 與雷明登870比較
設計的核心，具體而言，槍機、機匣以及槍管，都是以著名的雷明頓870為藍本。這些都構成了雷明登887的钢製“核心”。然而，除了這些，887實際上與870相比還算是顯著不同的，而且並不是專門為了取代雷明登870而設計。
雷明登887提供了多種從雷明登870改進而成、而通常都是在使用者友好性的名義以下改進的設計。例如滑動式槍機的釋放裝置，是一個位於扳機護環上半部分表面的大型三角形按鈕，這種設計即使在帶著手套或是雙手發麻以下都很容易使用。相比以下，雷明登870的滑動式槍機的釋放裝置位於扳機護圈的左側，而且只是一個小型的金屬按鈕。
雷明登887也比雷明登870更容易分解下來和清理。與雷明登870不同的是，分解雷明登887並不需要任何工具（戰術型除外，它需要使用一柄內六角扳手和螺丝起子將槍管／管式彈倉夾拆卸下來），而且分解雷明登887的速度比雷明登870更快，只需要兩分鐘就能夠將雷明登887不完全分解和重新組裝。

## 衍生型

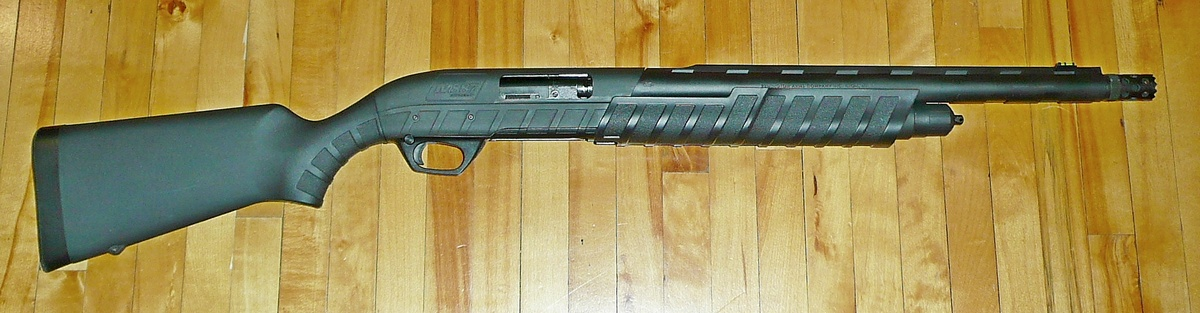
裝有18.5英寸的槍管和破門喉缩的雷明登887“硝基馬格南”戰術特裝型

雷明登最初銷售的兩款887版本為887“硝基馬格南”（英語：887 Nitro Mag）和887“硝基馬格南”水禽型（英語：887 Nitro Mag Waterfowl）。其後雷明登亦推出了多款全新型號，其中包括887“硝基馬格南”戰術型（英語：887 Nitro Mag Tactical）、887“硝基馬格南”骨頭收集者型（英語：887 Nitro Mag Bone Collector），以及887“硝基馬格南”迷彩組合型（英語：887 Nitro Mag Camo Combo）。
887“硝基馬格南”戰術型類似於基本型，但槍管改為469.9毫米（18.5英吋），一根管式彈倉延長彈筒，機匣頂部裝上一條皮卡汀尼附件安裝導軌，以及管式彈倉與槍管連接處兩側各裝上皮卡汀尼配件安裝導軌。
887“硝基馬格南”水禽型與基本版本非常相似，而最主要的區別是表面處理。水禽版本覆蓋了包括莫西奧克的分解無限型（英語：Mossy Oak's Break-Up Infinity）以及真樹優勢MAX-4 HD迷彩型（英語：Realtree Advantage Max-4 HD camo）兩種表面處理，這使得它正如其名的非常適合狩獵。887水禽型也比887基本型略為沉重。

## 資料來源
1. 1 2 3 4 5 6 7 8 9 10  . Remington Arms Company, Inc.   [January 20, 2010]. （原始内容存档于2010-01-20）.
2. 1 2 3 4 5 6 7 8 9  . Remington Arms Company, Inc. December 20, 2008  [January 22, 2010]. （原始内容存档于2010-01-15）.
3. 1 2 3 4 5 6 7 8  . Remington Arms Company, Inc. December 20, 2008  [January 22, 2010]. （原始内容存档于2012年10月16日）.
4. 1 2 3 4 5  . Remington Arms Company, Inc.   [January 22, 2010]. （原始内容存档于2010-01-18）.
5. 1 2 3 4 5 6 7  Adam Heggenstaller.  (PDF). American Rifleman.   [January 22, 2010]. （原始内容 (PDF)存档于2012-09-11）.
6. 1 2  Adam Heggenstaller. . Incoming. December 19, 2008  [January 10, 2010].[]
7. ↑  . The Firearm Blog. December 20, 2008  [January 22, 2010]. （原始内容存档于2012-12-02）.
8. ↑  Randy Wakeman. .   [January 23, 2010]. （原始内容存档于2010-01-31）.
9. ↑  Slowik, Max. . Guns.com. 2014-12-01  [2016-07-06]. （原始内容存档于2016-06-23）.
10. ↑  OutdoorWriter.net－Remington Releases 887 Mossy Oak Infinity Camo Shotgun Combo[永久]

## 外部連結
- （英文）—The Firearm Blog.com—
  - New pump shotgun from Remington: Model 887 NitroMag （页面存档备份，存于）
  - Remington Model 887 Nitro Mag Tactical （页面存档备份，存于）
  - RECALL: Remington Model 887 Shotgun （页面存档备份，存于）
- （英文）—The Truth About Gun.com—Gun Review: Remington Model 887 Nitromag （页面存档备份，存于）
- （英文）—Guns & Ammo.com—
  - Shotguns For Home Defense
  - All Pumped Up: The Remington M887 NitroMag Review
- （英文）—Tactical Life.com—
  - REMINGTON 887 NITRO MAG TACTICAL （页面存档备份，存于）
  - 2010 SHOT Show: Shotgun Roundup
  - SHOT SHOW–DAY 1 （页面存档备份，存于）
  - SHOT SHOW–DAY 3
- （英文）—Personal Defense World.com—12 Pump-Action Shotguns From GUN BUYER'S ANNUAL （页面存档备份，存于）
- （英文）—Shooting Illustrated.com—
  - Remington Model 887 Nitro Mag Tactical
  - Remington Model 887 Nitro Mag Tactical
  - Shooting Illustrated Announces 2010 Golden Bullseye Winners
- （英文）—Real Guns－Remington's Model 887 Nitro Magnum Tactical （页面存档备份，存于）
- （英文）—Magazine Feature Stories－Remington's Model 887 Nitro Mag
- （英文）—Gunsumer Reports—Remington 887 Nitro Mag Tactical Review:
  - Part 1 - Introduction, Specifications and Summary （页面存档备份，存于）
  - Part 2 - What's In The Box （页面存档备份，存于）
  - Part 3 - External Features （页面存档备份，存于）
  - Part 4 - Disassembly and Internal Features （页面存档备份，存于）
  - Part 5 - Range Testing （页面存档备份，存于）
- （简体中文）—《轻兵器》－霰弹枪新枪王 雷明顿M887战术霰弹枪 （页面存档备份，存于）